# Мартин Лутър Кинг
 Тази статия е за американския общественик.  За германския теолог вижте Мартин Лутер.  
Ма̀ртин Лу̀тър Кинг-младши (на английски: Martin Luther King, Jr.) е американски духовник и общественик и един от водачите на Афроамериканското движение за граждански права. Кинг става баптистки пастор и още в началото на своята кариера става защитник на гражданските права, превръщайки се с времето в една от иконите на американския прогресивизъм.
Мартин Лутър Кинг ръководи Автобусния бойкот в Монтгомъри през 1955 година, а две години по-късно участва в основаването на организацията Конференция на южните християнски водачи, на която става пръв председател. През 1963 година с неговите усилия е организиран известният Поход до Вашингтон по време на който произнася емблематичната си реч „Имам една мечта“. В нея той прокламира разширяването на обхвата на традиционните американски ценности, включвайки в него представата за общество, игнориращо цвета на кожата. С тази реч Кинг утвърждава своята репутация на един от най-значимите оратори в американската история.
През 1964 година Мартин Лутър Кинг става най-младият лауреат на Нобелова награда за мир за неговите усилия за премахване на сегрегацията и расовата дискриминация чрез гражданско неподчинение и други ненасилствени средства. В последните години от живота си той насочва усилията си към борбата с бедността и прекратяването на Виетнамската война. Кинг е убит на 4 април 1968 година. Посмъртно е награден с Президентския медал на свободата (1977) и със Златния медал на Конгреса (2004). През 1986 година годишнината от раждането на Мартин Лутър Кинг е обявена за официален празник, отбелязван на третия понеделник на месец януари.

## Биография

### Произход и ранни години (1929 – 1955)
Мартин Лутър Кинг-младши е роден на 15 януари 1929 година в Атланта, Джорджия. Син е на баптисткия свещеник Мартин Лутър Кинг-старши и Алберта Уилямс Кинг. Бащата първоначално носи името Майкъл Кинг и самият Кинг-младши също е кръстен Майкъл Кинг. След посещение на семейството в Германия през 1934 година бащата променя имената и на двамата в чест на германския протестантски водач Мартин Лутер. Мартин Лутър Кинг има по-голяма сестра, Уили Кристин Кинг, и по-малък брат, Алфред Даниъл Уилямс Кинг.
Като дете пее в църковен хор, с който през 1939 година участва на премиерата на филма „Отнесени от вихъра“ в Атланта. В ранна възраст той е скептичен към много от постановките на християнската религия, като дори, 13-годишен, отрича в неделното училище телесното възкресение на Иисус Христос. След този случай, според негови по-късно твърдения, той все по-често е обземан от съмнения в християнството.
Кинг израства в Атланта, където учи в гимназията „Букър Т. Уошингтън“. Добър ученик, той прескача девети и дванадесети клас и едва 15-годишен постъпва в Морхаус Колидж в Атланта, без официално да е завършил гимназия. През 1948 година се дипломира там с бакалавърска степен по социология, след което се записва в Кроузъровата теологична семинария в Честър, Пенсилвания, където през 1951 получава втора бакалавърска степен.
Мартин Лутър Кинг подготвя дисертация в областта на систематичното богословие в Бостънския университет, където на 5 юни 1955 година получава докторска степен. Темата на дисертацията му е „Сравнение на концепциите за Бог в мисълта на Паул Тилих и Хенри Нелсън Уиман“. Проведено през 1980 година разследване стига до заключението, че части от работата представляват плагиатство и Кинг е постъпил неправилно, но дисертацията все пак има собствена стойност.
На 18 юни 1953 година Мартин Лутър Кинг се жени за певицата и писателка Корета Скот (1927 – 2006). Двамата имат четири деца: Йоланда Кинг (1955 – 2007), актриса и общественичка, Мартин Лутър Кинг III (р. 1957), общественик, Декстър Скот Кинг (р. 1961), актьор, и Бърнис Кинг (р. 1963), общественичка.
През 1954 година, 25-годишен, Мартин Лутър Кинг става пастор на баптистката църква на Декстър авеню в Монтгомъри, Алабама.

### Активист за граждански права (1955 – 1963)
На 1 декември 1955 година Роза Паркс е арестувана за неподчинение на законите на Джим Кроу, и по-специално за отказа си да отстъпи мястото си в автобуса на бял мъж. Това става причина за автобусния бойкот в Монтгомъри, организиран от Е.Д. Никсън и воден от Мартин Лутър Кинг, продължил 381 дни. Последният е арестуван по време на бойкота и неговата къща бомбардирана. Но в крайна сметка бойкотът се увенчава с победа, когато Върховният съд на САЩ отменя законите за сегрегация в обществения транспорт.
През 1959 година Кинг посещава по покана на Джавахарлал Неру Индия, където изучава делото на Махатма Ганди. От дълго време той черпи вдъхновение от него. Това му пътуване го променя завинаги, защото получава много по-дълбоко и обстойно разбиране на методите на ненасилие като форма на съпротива и взема решението да посвети живота си на борбата за граждански права.
През 1961 година ФБР започва да подслушва и следи М.Л.Кинг под предлога, че комунистите се опитват да внедрят свои хора в движението. Всички акции, речи и инициативи се следят отблизо и от телевизията, радиото и вестниците и пасторът получава широка известност и подкрепа. Понякога мирните протести се превръщат в кървави сблъсъци с полицията. Но борбата бележи успех когато американският закон е променен с Акта за граждански права от 1964 година и Акта за право на гласоподаване през 1965 година.

### Походът до Вашингтон (1963 – 1964)
Кинг е лидер на една от така наречените „Big Six“ (6-те големи) организации за граждански права, които организират похода (марша) до Вашингтон през 1963 година, наричан марш за работни места и свобода. Президентът Джон Кенеди в началото се противопоставя на този поход и след разговори с лидерите и по-специално с Мартин Лутър Кинг, фокусът и целите на марша са променени. Поради тази причина Малкълм Екс (Malcolm X) го нарича „Фарс до Вашингтон“ вместо Марш до Вашингтон.
Въпреки всичко по време на този марш са направени съвсем конкретни искания:
- да се прекрати расовата сегрегация в обществените училища;
- да се прокарат закони, които да осигуряват еднакви граждански права;
- в частност да се гласува закон, който да забрани расовата дискриминация при наемане на работа;
- да се защитят всички активисти и членове на обществени организации от насилието на полицията;
- 2 $/час минимална заплата.

Въпреки противоречията, напрежението и несъгласията, възникнали преди и по време на похода, той може да се характеризира като успешен. В него участват около 250 000 души от различни етнически и социални групи, включително известни личности като Хари Белафонте, Сидни Поатие и Марлон Брандо. По това време е събитието, което събира най-много хора в цялата история дотогава. От стъпалата на паметника на Ейбрахам Линкълн Мартин Лутър Кинг произнася своята знаменита реч „Имам една мечта“ (I Have a Dream), която е посрещната с много ентусиазъм и одобрение. Тя остава и до днес една от най-известните речи в цялата история на САЩ и завършва с думите:
| „ | ...Имам една мечта, че четирите ми деца един ден ще живеят в свят, в който няма да бъдат съдени по цвета на кожата си, а по силата на характера си. (...I have a dream that my four little children will one day live in a nation where they will not be judged by the color of their skin but by the content of their character.) | “ |

В речта си лидерът призовава към световен мир и зачитане на правата на хората от всички раси, религии и държави. Кинг често говори и от позицията на пастор. Той посвещава живота си на борбата за социална справедливост. През 1964 година става най-младият лауреат на Нобелова награда за мир, дадена му за усилията му да прекрати расовите предразсъдъци с помощта на мирни средства.

### Други събития (1965 – 1968)
На няколко пъти Кинг споменава, че чернокожите в Америка и всички други онеправдани, срещу които са били извършени неправди, трябва да бъдат парично обезщетени. Той предлага държавна програма за подпомагане от 50 милиарда долара, разпределени за период от 10 години. Според него това ще подобри образованието, ще намали престъпността и ще укрепи семейството.
На 25 март 1965 година Мартин Лутър Кинг прави опит да организира друг поход – Марш от Селма до Монтгомъри. Първият му опит от 7 март се проваля, защото се посреща с полицейски насилия и атаки от страна на мафията. Оттогава този ден е известен като „кървавата неделя“ (Bloody Sunday). Маршът се състои на 25 март и Кинг изнася реч, известна като „How Long, Not Long.“ След няколкото местни победи през 1966 той решава да разшири движението за граждански права и на север, по-специално в Чикаго. Там той организира няколко марша, но те не се посрещат така радушно. По това време той започва да получава и смъртни заплахи.
Около 1965 година Мартин Лутър Кинг започва да изразява съмнения за ролята на САЩ във войната във Виетнам. На 4 април 1967 година той изнася реч, в която заявява, че е време да се наруши мълчанието. В нея той се противопоставя на участието на САЩ във войната, като нарича американското правителство „най-големия носител на насилие в целия свят“. Той обвинява Щатите в убийството на около един милион невинни виетнамци – жени и деца. Кинг е мразен от много сегрегисти и расисти от Юга, а след тази си реч печели още повече врагове. Статии против него излизат във Вашингтон Поуст и Тайм.
От този момент нататък Кинг започва да говори за основни промени в цялостната политика и икономика на Америка, против войната и расовата и социалната несправедливост. Той се изказва дори за възможността САЩ да тръгнат по пътя на демократическия социализъм. През 1968 година той организира нов поход до Вашингтон с наслов „Кампания в защита на бедните“. Според него е неоправдано разхищаването на огромни средства за военни цели, при положение, че се отделят мизерни бюджети за социално слабите.

### Убийство (1968)
Към края на март 1968 година заминава за Мемфис, Тенеси, където посещава стачкуващи работници. Отсяда в мотел Лорейн, стая 306. Докато стои на балкона на 2-рия етаж на 4 април 1968 година, е застрелян в 18:01 часа. Куршумът влиза през дясната му буза, разбива челюстта, поврежда гръбначния стълб и засяда в рамото. Според очевидци, последните му думи са към музиканта Бен Бранч да изсвири и изпее песента „Вземи ръката ми, скъпи Боже“ (Take My Hand, Precious Lord). Кинг умира в болницата Сент Джоузеф в 19:05 часа. Убийството му се посреща с вълна от бунтове в повече от 60 града. Пет дни по-късно президентът Линдън Джонсън обявява национален траур. Мартин Лутър Кинг е първият чернокож, за когото се обявява национален траур. 300 000 симпатизанти присъстват на погребението му.
Според неговото завещание той иска да бъде запомнен не с почестите и званията, а като човек, който е нахранил бедните, облякъл голите, бил е прав за войната във Виетнам и е обичал и служел на хората. На погребението му любимата му певица Махалия Джаксън пее любимата му песен „Вземи ръката ми, скъпи Боже“ (Take My Hand, Precious Lord). Два месеца по-късно в Англия е заловен предполагаемият убиец Джеймс Ърл Рей (James Earl Ray). Една година след убийството на Кинг, той се признава за виновен и е осъден на 99 години затвор.
През 1999 година, вдовицата на Кинг, Корета Скот, заедно с цялото му семейство печели гражданско дело срещу „неизвестните заговорници“ в светлината на нови разкрития, че правителствени организации (ЦРУ и ФБР) са взели участие в заговора и организирането на убийството на Мартин Лутър Кинг.
През 2000 година съдебният департамент на Щатите преразглежда обвиненията за заговор и участието на правителствени организации, но не намира достатъчно доказателства и приключва делото.
През 2004 година Джеси Джаксън (американски политик и борец за граждански права), който присъства на убийството на Кинг, заявява: „Никога няма да повярвам, че Джеймс Ърл Рей е имал мотива, парите и възможността да направи това сам“.

## Влияния върху възгледите
Сред ранните влияния върху възгледите на Мартин Лутър Кинг важна роля играе общественикът и богослов Хауърд Търман. Състудент на баща му от Морхаус Колидж, Търман е сред учителите на младия Кинг и неговите близки съмишленици. Във връзка с работата си като мисионер, той пътува в чужбина и се запознава с Махатма Ганди. Докато подготвя дисертацията си в Бостънския университет Кинг често се среща с Търман, който работи там.
Участникът в движението за граждански права Бейърд Ръстин изучава задълбочено учението на Ганди. Той е основен съветник на Кинг през първите години на обществената му дейност и го насочва към принципите на ненасилието. Ръстин е и един от главните организатори на „Похода до Вашингтон“. Откритата хомосексуалност на Ръстин, подкрепата му за демократичния социализъм и по-ранните му връзки с Комунистическата партия стават причина много последователи на Мартин Лутър Кинг да го призовават да се разграничи от него.
През 1959 година самият Кинг посещава родното място на Ганди. Пътуването до Индия оказва силно въздействие върху него, задълбочавайки разбирането му за ненасилствената съпротива. В изявление по радиото в края на посещението си там той казва:
| „ | След като бях в Индия, аз съм по-убеден от всякога, че методът на ненасилствена съпротива е най-продуктивното оръжие, достъпно за потиснатите, в тяхната борба за справедливост и човешко достойнство. Действително, Махатма Ганди въплътява в живота си някои общовалидни принципи, заложени в етичната структура на вселената, и тези принципи са така неизбежни, както законът за всемирното привличане. | “ |

## Кинг и ФБР
Мартин Лутър Кинг и ФБР, в частност директорът му Едгар Хувър, са в антагонистични отношения. По личното нареждане на главния прокурор Робърт Кенеди ФБР започва да следи Кинг. Разследванията са доста повърхностни до 1962, когато разбират, че някои от съратниците и адвокатите на Кинг са свързани с комунистическата партия. Това довежда до подслушване на служебния и домашния му телефон, както и на тези в хотелите, където отсяда редовно. Самият Мартин Лутър Кинг отрича да има каквато и да е връзка с комунисти.
По-късно фокусът на бюрото се премества към личния живот на пастора и се опитва да го дискредитира, като го обвинява в няколко извънбрачни връзки. Дори президентът Джонсън го нарича „лицемерен проповедник“ (hypocrite preacher). През 1989 година, Ралф Абернати, близък съратник на Кинг, го нарича женкар в книгата си и счита, че е възможно да е имал извънбрачни връзки.
Кинг започва да получава анонимни писма, в които бива заплашван, че ако не прекрати дейността си, събраната за него информация ще бъде публикувана.
На 31 януари 1977 година съдът заповядва всички копия на записани разговори вследствие на следенето в периода 1963 – 1968 (аудиокасети или на хартия) да бъдат запечатани и съхранени в Националния архив без право на достъп до 2027 година.
На 4 април 1968 година, срещу мотел Лорейн, където отсяда Кинг, в празна пожарна станция се настаняват 6 агенти на ФБР. Те са назначени да наблюдават и следят пастора. Закриват прозорците с хартия и оставят само малки дупки, изрязани в тях. Веднага след изстрела те са първите, които пристигат, за да дадат първа помощ на Мартин Лутър Кинг. Поради тази причина много хора спекулират, че ФБР е замесено в убийството.

## Завещание и наследство
Кинг е една от най-забележителните фигури в американската история. Нито обвиненията в изневяра, нито обвиненията в плагиатство, нито обвиненията в комунистически пристрастия успяват да накърнят репутацията му. С всяка изминала година след неговата смърт той се превръща в по-могъща фигура и получава ореол на светец, герой и лидер.
Най-големите успехи на движението за граждански права са постигнати около 1965 година и след това то не е така внушително и влиятелно, но популярността на Кинг не намалява.
На интернационалната сцена той успява да вдъхнови борбата на движението за граждански права в Южна Африка. Неговите речи и творби са цитирани често. Неговата съпруга следва неговите стъпки и до края на живота си през 2006 година се бори за социална справедливост, ненасилие и етническа и расова търпимост. През 1968 година тя създава центъра Кинг в Атланта, Джорджия, и дълги години е негов директор. Понастоящем техният син, Декстър Кинг е директор. Дъщеря им Йоланда Кинг също е ревностен защитник на човешките права.
През 1980 година, къщата му в Атланта и някои съседни сгради са обявени за Национален исторически обект. Паметник на Мартин Лутър Кинг е издигнат в Бърмингам, Алабама, и също така е плануван негов мемориал.

### Ден на Мартин Лутър Кинг
През 1983 година Роналд Рейгън подписва решение за обявяване на национален празник, посветен на Мартин Лутър Кинг (Martin Luther King, Jr. Day, официално наименование Birthday of Martin Luther King, Jr.). Той е отбелязан за първи път през 1986. Всяка година оттогава насам се чества в третия понеделник на месец януари. На 17 януари 2000 за първи път е отбелязан във всичките 50 щата.

## Почетни степени
Мартин Лутър Кинг има 20 почетни докторски степени от различни университети и колежи в САЩ и света. Те включват доктор по богословие от Бостънския университет и доктор по право от Уелския университет.

## Книги от и за Кинг
- Stride toward freedom; the Montgomery story (1958)
- The Measure of a Man (1959)
- Strength to Love (1963)
- Why We Can't Wait (1964)
- Where do we go from here: Chaos or community? (1967)
- The Trumpet of Conscience (1968)
- A Testament of Hope: The Essential Writings and Speeches of Martin Luther King, Jr. (1986)
- Parting the Waters: America in the King Years, 1954 – 63 by Taylor Branch (1988)
- Bearing the Cross: Martin Luther King, Jr., and the Southern Christian Leadership Conference by David Garrow (1989)